# Meppershall
Meppershall – wieś i civil parish w Anglii, w hrabstwie ceremonialnym Bedfordshire, w dystrykcie (unitary authority) Central Bedfordshire. Leży 16 km na południowy wschód od centrum miasta Bedford i 59 km na północ od centrum Londynu. W 2011 roku civil parish liczyła 1 745 mieszkańców. Meppershall jest wspomniana w Domesday Book (1086) jako Malpertesselle/Maperteshale.